# 클라라 해리스

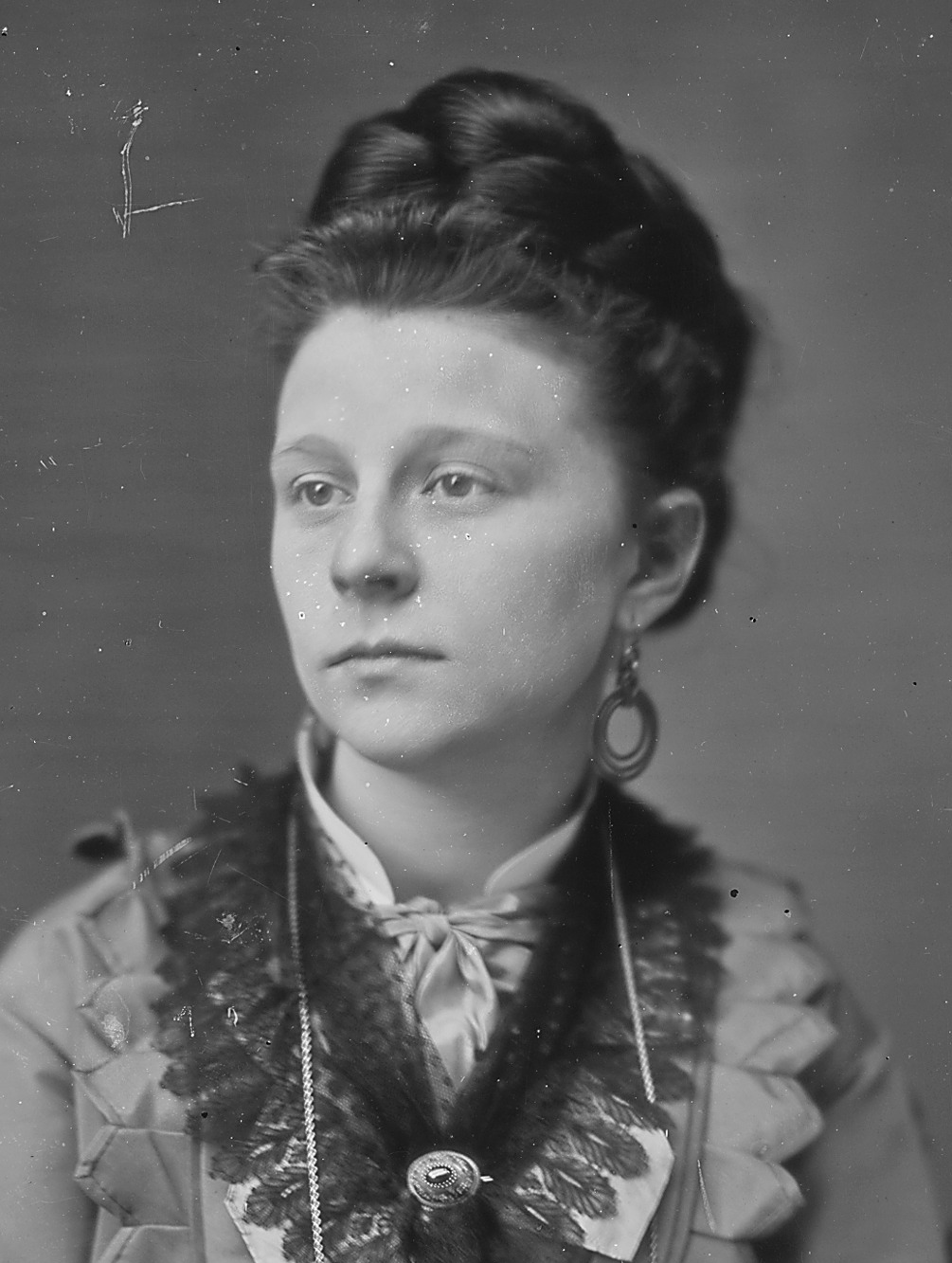
클라라 해리스

클라라 해밀턴 해리스(영어: Clara Hamilton Harris, 1834년 9월 9일~1883년 12월 23일)는 미국의 사교계 인물이었다. 해리스와 당시 그녀의 약혼자 헨리 래스본 소령은 1865년 4월 14일 링컨 대통령 암살 사건 당시 배우이자, 남부 지지자이자였던 암살자 존 윌크스 부스가 링컨 대통령에게 치명상을 입혔을 때, 대통령석에 동석한 4명의 인물 중 한명이었다.

## 가계
클라라 해리스는 뉴욕주 올버니에서 뉴욕주 미국 상원의원 이라 해리스와 그의 아내 루이자 해리스의 딸로 태어났다. 해리스의 모친 루이자는 1845년에 사망을 했고, 1848년 8월 1일 이라 해리스는 이후 올버니의 지사가 된 부유한 상인이었던 제러드 L. 래스본의 미망인 폴린 래스본 과 결혼했다. 제러드와 폴린 래스본은 네명의 자녀를 가졌으며, 그들 중 2명은 단명했고, 나머지 아들은 제러드 주니어와 헨리 래스본이었다.
해리스와 헨리는 같은 집에서 자라고, 법적인 부모가 같았지만 사랑에 빠져서 약혼을 하게 된 것이다. 그들의 약혼은 1861년 미국 독립 전쟁으로 중단되었다. 헨리 래스본은 그해 미합중국군에 입대를 하여, 결국 소령의 지위까지 승진하게 된다.

## 이후
해리스와 래스본은 1867년 7월 11일 결혼을 하게 된다. 이들 부부 사이에서는 3명의 자녀를 낳았다. 헨리 릭스 래스본(1870년 2월 12일)은 이후 일리노이 주, 하원 의원이 되었으며, 나머지 제럴드 로렌스(1871년 8월 26일)와 클라라 폴린(1872년 9월 15일)도 연년생으로 태어났다. 래스본 소령은 1870년 12월에 제대를 하였다. 그들은 워싱턴 DC에서 살았지만, 그곳에 있는 동안은 정신적 불안 증세를 겪었다.
매년 링컨이 암살된 날에는 기자들이 이들 부부를 접촉하여 링컨의 죽음에 대해 캐물었고, 그럴수록 그들의 정신은 죄책감으로 피폐해져 갔다. 해리스는 이후 다음과 같이 썼다.
“우리가 머무는 호텔마다 우리의 존재를 바람같이 알아차린다. 우리 자신이 마치 병적인 관찰을 당하는 물건 같이 여겨졌다. 우리가 식당에 갈 때마다, 우리는 동물원 원숭이가 되어 있었다. 헨리는 그런 속닥거림이 그를 손가락질 당하는 것으로 상상했다.” 링컨 대통령을 보는 환각에 빠진 해리스는 남편 래스본과 함께 독일 하노버로 이사갔지만, 대통령을 지키지 못했다는 환각에 빠진 래스본에 의해 살해된다.